# Сади-5 (зупинний пункт)
Сади-5 — пасажирський залізничний зупинний пункт Полтавської дирекції Південної залізниці.
Розташований біля присадибних ділянок, Світловодський район, Кіровоградської області на лінії Бурти — Рублівка між станціями Світловодськ (12 км) та Рублівка (17 км).
Станом на березень 2020 року щодня три пари дизель-потягів прямують за напрямком Бурти/Світловодськ — 27 км.